# Comédie policière
 (avril 2025).
Si vous disposez d'ouvrages ou d'articles de référence ou si vous connaissez des sites web de qualité traitant du thème abordé ici, merci de compléter l'article en donnant les références utiles à sa vérifiabilité et en les liant à la section « Notes et références ».
La comédie policière est un genre cinématographique combinant la comédie et le film policier. Ce genre est caractérisé par le recours à des intrigues criminelles et par un humour omniprésent. Nombre de films de ce genre mettent en scène des enquêteurs stupides ou maladroits, qui brillent par leur grande distraction ou des criminels qui ont « la poisse ». Certaines comédies policières se présentent comme des parodies de films policiers, distillant des clins d'œil cinématographiques sur le ton de la farce, ou détournant les clichés du genre.

## Ressorts du genre

### Anti-héros

#### Enquêteurs
Il existe deux principaux types d'enquêteurs dans ce genre de films : les enquêteurs idiots et comiques involontairement ; les enquêteurs qui manient l'humour, à forte libido, charmeurs, voire macho.
Les enquêteurs idiots
Ces enquêteurs ont en commun de ne pas être très astucieux, de se tromper souvent dans leurs jugements. Mais ils ont beaucoup de chance, ce qui leur permet à chaque fois de résoudre les enquêtes presque sans le faire exprès.
- L'inspecteur Clouseau incarné par Peter Sellers dans la série La Panthère rose.
- Le commissaire Juve incarné par Louis de Funès dans la série des Fantômas.
- Frank Drebin, policier dans la brigade spéciale de la police de Los Angeles, incarné par Leslie Nielsen dans la série Y a-t-il un flic... signée des ZAZ.

Les enquêteurs charmeurs
- Axel Foley, flic casse-cou à Beverly Hills, dans la série Le Flic de Beverly Hills, incarné par Eddie Murphy.
- Nicky Larson (City Hunter), tueur à gages, détective privé et garde du corps (souvent d'une beauté fatale).

#### Criminels
Dans les comédies policières, les criminels ont souvent la poisse : ils n'arrivent pas à tuer leurs victimes. Toutes leurs tentatives sont vaines. D'autres criminels peuvent tuer de manière excessive comme Beverly Sutphin dans Serial Mother. Beverly est une mère de famille, aimante et attentionnée mais elle n'aime pas qu'on la contrarie.

### Thème du cadavre encombrant
- 1944 : Arsenic et vieilles dentelles (Arsenic and Old Lace), de Frank Capra.
- 1971 : Jo, de Jean Girault.
- 2001 : Mortel transfert, de Jean-Jacques Beineix.
- 1997 : 8 têtes dans un sac (8 Heads in a Duffel Bag), de Tom Schulman.

### Parodies des films du genre
- Whodunit
  - 1976 : Un cadavre au dessert (Murder by Death), de Robert Moore.
  - 1985 : Cluedo (Clue), de Jonathan Lynn.
- Le roman noir
  - 1982 : Les Cadavres ne portent pas de costard (Dead Men Don't Wear Plaid), de Carl Reiner.
  - 1988 : Qui veut la peau de Roger Rabbit (Who Framed Roger Rabbit), de Robert Zemeckis.
- Thriller
  - 1977 : Le Grand Frisson (High Anxiety), de Mel Brooks.
  - 1987 : Balance maman hors du train (Throw Momma from the Train), de Danny DeVito
- Film d'espionnage
  - 1972 : Le Grand Blond avec une chaussure noire, de Yves Robert.
  - 2006 : OSS 117 : Le Caire, nid d'espions, de Michel Hazanavicius.
- Film d'action
  - 1993 : Alarme fatale (Loaded Weapon 1), de Gene Quintano.

## Faux flics
- Cops : Les Forces du désordre : deux amis se déguisent en policiers et rencontrent un franc succès auprès des femmes. L'un des deux voit plusieurs avantages à tirer de cette confusion et invite son ami à recommencer. Les deux en viennent à traquer un criminel dangereux.

## Filmographie sélective

### Films américains
- 1934 : L'Introuvable (The Thin Man) de W. S. Van Dyke.
- 1935 : Toute la ville en parle (The Whole Town's Talking) de John Ford
- 1936 : Nick, gentleman détective (After the thin Man) de W. S. Van Dyke.
- 1938 : Miss Manton est folle (The Mad Miss Manton) de Leigh Jason.
- 1939 : Nick joue et gagne (Another Thin Man) de W. S. Van Dyke.
- 1942 : La Folle Histoire de Roxie Hart (Roxie Hart) de William A. Wellman
- 1941 : Rendez-vous avec la mort (Shadow of the Thin Man) de W. S. Van Dyke.
- 1944 : Arsenic et vieilles dentelles (Arsenic and Old Lace), de Frank Capra.
- 1944 : L'introuvable rentre chez lui (The Thin Man Goes Home) de Richard Thorpe.
- 1947 : Meurtre en musique (Song of the Thin Man) de Edward Buzzell.
- 1955 : Tueurs de dames (The Ladykillers), d'Alexander Mackendrick.
- 1961 : Le Train de 16 h 50 (Murder she said), de George Pollock.
- 1963 : 
  - Meurtre au galop (Murder at the gallop), de George Pollock.
  - La Panthère rose (The Pink Panther) et ses huit suites, tous de Blake Edwards sauf L'Infaillible Inspecteur Clouseau (1968), de Bud Yorkin.
- 1964 : 
  - Passage à tabac (Murder ahoy), de George Pollock.
  - Lady détective entre en scène (Murder most foul), de George Pollock.
- 1965 : Comment tuer votre femme (How to Murder your Wife), de Richard Quine avec Jack Lemmon, Virna Lisi.
- 1976 : 
  - Un cadavre au dessert (Murder by Death), de Robert Moore.
  - Complot de famille (Family Plot), d'Alfred Hitchcock.
- 1977 : Le Grand Frisson (High Anxiety en anglais), de Mel Brooks.
- 1982 : 
  - Les Cadavres ne portent pas de costard (Dead Men Don't Wear Plaid), de Carl Reiner.
  - Partners, de James Burrows.
  - 48 heures de Walter Hill. (et sa suite, 48 heures de plus)
- 1984 : 
  - Le Flic de Beverly Hills (Beverly Hills Cop'), de Martin Brest.
  - Police Academy (Police Academy), de Hugh Wilson. (et toutes ses suites, Police Academy 2, 3, 4, 5 ,6 et 7)
- 1986 : Y a-t-il quelqu'un pour tuer ma femme ? (Ruthless People), de Jerry Zucker, Jim Abrahams et David Zucker.
- 1987 : 
  - Balance maman hors du train (Throw Momma from the Train), de Danny DeVito.
  - L'Arme fatale (Lethal Weapon), de Richard Donner, et surtout ses suites (L'Arme fatale 2, 3 et 4), du même réalisateur, qui fonctionnent davantage sur l'humour que le premier volet.
  - Le Flic de Beverly Hills 2 (Beverly Hills Cop 2), de Tony Scott.
- 1988 : 
  - Qui veut la peau de Roger Rabbit (Who Framed Roger Rabbit), de Robert Zemeckis.
  - Un poisson nommé Wanda (A Fish Called Wanda) de Charles Crichton.
  - Y a-t-il un flic pour sauver la reine ? (The Naked Gun: From the Files of Police Squad!), de David Zucker.
- 1989 : Tango et Cash (Tango and Cash), d'Andrei Konchalovsky et Albert Magnoli.
- 1991 : Y a-t-il un flic pour sauver le président ? (The Naked Gun 2½: The Smell of Fear), de David Zucker.
- 1992 : 
  - La mort vous va si bien (Death becomes her), de Robert Zemeckis.
  - Arrête, ou ma mère va tirer (Stop ! Or My Mom will Shoot), de Roger Spottiswoode.
  - Banco pour un crime (Once upon a crime...), de Eugene Levy.
- 1993 : 
  - Last Action Hero de John McTiernan.
  - Alarme fatale (Loaded Weapon 1), de Gene Quintano. (film qui parodie lui-même la franchise L'Arme fatale)
  - Meurtre mystérieux à Manhattan (Manhattan Murder Mystery), de Woody Allen.
- 1994 : 
  - Y a-t-il un flic pour sauver Hollywood ? (Naked Gun 33 1/3: The Final Insult), de Peter Segal.
  - Coups de feu sur Broadway (Bullets Over Broadway), de Woody Allen.
  - Le Flic de Beverly Hills 3 (Beverly Hills Cop 3), de John Landis.
  - Serial Mother (Serial Mom), de John Waters.
- 1995 : 
  - Bad Boys de Michael Bay.
  - Top Dog, d'Aaron Norris
- 1996 : Fargo, de Joel et Ethan Coen.
- 1997 : 
  - 8 têtes dans un sac (8 Heads in a Duffel Bag), de Tom Schulman.
  - L'Homme qui en savait trop... peu (The Man Who Knew too Little), de Jon Amiel.
- 1998 : 
  - Inspecteur Gadget (Inspector Gadget), de David Kellogg.
  - Rush Hour, de Brett Ratner.
- 2000 : 
  - Qui a tué Mona ? (Drowning Mona), de Nick Gomez.
  - Escroc mais pas trop (Small Time Crooks), de Woody Allen.
- 2001 : 
  - Le Sortilège du scorpion de jade (The Curse of the Jade Scorpion), de Woody Allen.
  - Rush Hour 2, de Brett Ratner.
- 2003 : 
  - Les Associés (Matchstick Men), de Ridley Scott.
  - Bad Boys 2 (Bad Boys II) de Michael Bay.
- 2004 : 
  - Ladykillers, de Joel et Ethan Coen
  - New York Taxi de Tim Story (remake de Taxi)
- 2005 : Le Boss (The Man), de Les Mayfield.
- 2006 : Scoop, de Woody Allen.
- 2007 : Rush Hour 3 de Brett Ratner.
- 2010 : Very Bad Cops (The Other Guys) d'Adam McKay.
- 2012 : 21 Jump Street de Phil Lord et Chris Miller.
- 2013 : Les Flingueuses de Paul Feig.
- 2014 : 22 Jump Street de Phil Lord et Chris Miller.
- 2016 : The Nice Guys de Shane Black
- 2019 : Murder Mystery de Kyle Newacheck

### Films britanniques
- 1954 : Détective du bon Dieu, de Robert Hamer.
- 1985 : Cluedo (Clue), de Jonathan Lynn.

### Films espagnols
- 2000 : Mes chers voisins (La Comunidad), d'Alex de la Iglesia.
- 2004 : 
  - Le Crime farpait (Crimen Ferpecto), d'Alex de la Iglesia.
  - Piégés ((Incautos), de Miguel Bardem.

### Films français
- 1951 : La Poison, de Sacha Guitry.
- 1957 : Assassins et Voleurs, de Sacha Guitry.
- 1963 : 
  - Carambolages, de Marcel Bluwal.
  - Les Tontons flingueurs, de Georges Lautner.
  - L'assassin connaît la musique..., de Pierre Chenal.
- 1964 : 
  - Le Gendarme de Saint-Tropez de Jean Girault. (et ses suites Le Gendarme à New York, Le gendarme se marie, Le Gendarme en balade, Le Gendarme et les Extra-terrestres et Le Gendarme et les Gendarmettes du même réalisateur)
  - Fantômas, de André Hunebelle. (ainsi que ses deux suites Fantômas se déchaîne et Fantômas contre Scotland Yard)
- 1966 : Le Grand Restaurant de Jacques Besnard
- 1967 : Du mou dans la gâchette, de Louis Grospierre
- 1969 : Elle boit pas, elle fume pas, elle drague pas, mais... elle cause !, de Michel Audiard.
- 1971 : Jo, de Jean Girault
- 1972 : Le Grand Blond avec une chaussure noire, de Yves Robert (et sa suite, Le Retour du grand blond)
- 1974 : Comment réussir quand on est con et pleurnichard, de Michel Audiard.
- 1976 : Les vécés étaient fermés de l'intérieur, de Patrice Leconte
- 1980 : Inspecteur la Bavure de Claude Zidi
- 1985 : Le téléphone sonne toujours deux fois !!, de Jean-Pierre Vergne
- 1984 : Les Ripoux, de Claude Zidi
- 1993 : 
  - La Cité de la peur, d'Alain Berbérian
  - Cible émouvante, de Pierre Salvadori
- 1996 : 
  - Tout doit disparaître, de Philippe Muyl
  - Passage à l'acte, de Francis Girod
- 1998 : 
  - Taxi de Gérard Pirès. (et ses suites, Taxi 2, 3, 4 et 5)
  - Serial Lover, de James Huth
- 2001 : Mortel transfert, de Jean-Jacques Beineix
- 2002 : 
  - Huit Femmes, de François Ozon
  - Un crime au paradis, de Jean Becker
- 2003 : Mais qui a tué Pamela Rose ?, de Éric Lartigau. (et sa suite intitulée Mais qui a re-tué Pamela Rose ?)
- 2004 : L'Enquête corse, d'Alain Berbérian
- 2005 : 
  - Le Couperet, de Costa-Gavras
  - Mon petit doigt m'a dit..., de Pascal Thomas
- 2012 : De l'autre côté du périph de David Charhon